# Канејдијан (река)
Канејдијан (енгл. Canadian River) је река која протиче кроз САД. Дуга је 1,458 km. Протиче кроз америчке савезне државе Нови Мексико, Тексас и Оклахома. Улива се у Арканзас.